# مارك كوني
مارك كوني (بالإنجليزية: Mark Cooney)‏ هو لاعب كرة قدم أمريكية أمريكي، ولد في 2 يونيو 1951 في دنفر في الولايات المتحدة، وتوفي في 2 يونيو 2011 في أرفادا في الولايات المتحدة.

## وصلات خارجية
- مارك كوني على موقع مرجع كرة القدم المحترفة.كوم (الإنجليزية)